# 건지섬의 문장

건지섬의 문장

건지섬의 문장은 건지섬을 상징하는 문장으로, 빨간색 방패 안에는 세 마리 금색 사자가 그려져 있으며, 방패 위에는 금색 작은 나뭇가지가 그려져 있다.
건지섬의 문장은 1279년 에드워드 1세가 건지와 저지에서 공동으로 사용하기 위해 단일 인장을 제공한 것에서 비롯된 것이다. 인장은 3개의 루퍼츠(Luparts), 표범(또는 사자)으로 구성된다.
봉인 상단에 있는 잔가지의 모양은 수세기에 걸쳐 변경되었다. 집행관 대니얼 브록(Daniel de L'Isle Brock)은 1832년 사자 또는 표범이 진정한 전령 짐승의 캐리커처가 되는 대체 인장을 의뢰했다. 짐승의 머리는 방패 모양에 가까웠고, 갈기는 사실상 존재하지 않았으며, 몸은 다소 확장되었고 다리는 너무 가늘어서 동물을 옮길 수 없었다. 집행관 에드거 맥쿨로치(Edgar McCulloch) 경은 1884년에 전통적인 전령 표현으로 되돌렸다.

## 같이 보기
- 건지섬의 기
- 저지섬의 문장